# Flåskjeret
Flåskjeret est une île norvégienne du comté de Vestland appartenant administrativement à Fedje.

## Description
Il s'agit de deux îlots rocheux et désertiques, à fleur d'eau, qui s'étendent sur environ 63 m de longueur pour une largeur approximative de 30 m. 